# Coupe du monde de ski acrobatique 2007-2008
Navigation
Édition précédente Édition suivante
La coupe du monde de ski acrobatique 2008 commence le 13 décembre 2007 par des épreuves de bosses organisées à Tignes (France). La saison se termine en mars 2008 à Valmalenco (Italie).
Chez les hommes, le Canadien Steve Omischl, vainqueur de la coupe du monde de saut, remporte le classement général toutes disciplines confondues. Il succède à l'Australien Dale Begg-Smith qui conserve cependant le Globe de cristal de la coupe du monde de bosses. Chez les femmes, la Française Ophélie David remporte pour la seconde fois de sa carrière le classement général auquel elle ajoute la coupe du monde de skicross. 

## Classements généraux
| Rang | Nom                | Points |
| ---- | ------------------ | ------ |
| 1    | Steve Omischl      | 85,44  |
| 2    | Tomas Kraus        | 69,37  |
| 3    | Dale Begg-Smith    | 66,40  |
| 4    | Anton Kushnir      | 60,33  |
| 5    | Lars Lewen         | 56,00  |
| 6    | Guilbaut Colas     | 49,90  |
| 7    | Dmitri Dashchinsky | 49,33  |
| 8    | Matthew Hayward    | 45,80  |
| 9    | Stanislav Kravchuk | 44,00  |
| 10   | Stanley Hayer      | 43,00  |

| Rang | Nom               | Points |
| ---- | ----------------- | ------ |
| 1    | Ophélie David     | 80,75  |
| 2    | Jacqui Cooper     | 71,33  |
| 3    | Aiko Uemura       | 68,30  |
| 4    | Sarah Burke       | 56,00  |
| 5    | Sasa Faric        | 55,88  |
| 6    | Nikola Sudova     | 54,00  |
| 7    | Méryll Boulangeat | 53,50  |
| 8    | Jennifer Hudak    | 52,00  |
| 9    | Hedda Berntsen    | 51,13  |
| 10   | Lydia Lassila     | 51,11  |

| Rang | Nom                | Pays       | Points |
| ---- | ------------------ | ---------- | ------ |
| 1    | Dale Begg-Smith    | Australie  | 664    |
| 2    | Guilbaut Colas     | France     | 499    |
| 3    | Vincent Marquis    | Canada     | 429    |
| 4    | Alexandre Bilodeau | Canada     | 402    |
| 5    | Patrick Deneen     | États-Unis | 352    |

| Rang | Nom               | Points |
| ---- | ----------------- | ------ |
| 1    | Aiko Uemura       | 683    |
| 2    | Nikola Sudova     | 540    |
| 3    | Margarita Marbler | 510    |
| 4    | Kristi Richards   | 405    |
| 5    | Emiko Torito      | 396    |

| Rang | Nom                | Pays        | Points |
| ---- | ------------------ | ----------- | ------ |
| 1    | Steve Omischl      | Canada      | 769    |
| 2    | Anton Kushnir      | Biélorussie | 543    |
| 3    | Dmitri Dashchinsky | Biélorussie | 444    |
| 4    | Stanislav Kravchuk | Ukraine     | 396    |
| 5    | Han Xiaopen        | Chine       | 352    |

| Rang | Nom           | Points |
| ---- | ------------- | ------ |
| 1    | Jacqui Cooper | 642    |
| 2    | Lydia Lassila | 460    |
| 3    | Alla Tsuper   | 453    |
| 4    | Nina Lu       | 405    |
| 5    | Evelyne Leu   | 322    |

| Rang | Nom           | Pays               | Points |
| ---- | ------------- | ------------------ | ------ |
| 1    | Tomas Kraus   | République tchèque | 555    |
| 2    | Lars Lewen    | Suède              | 448    |
| 3    | Stanley Hayer | Canada             | 344    |
| 4    | Davey Barr    | Canada             | 302    |
| 5    | Ted Piccard   | France             | 263    |

| Rang | Nom               | Points |
| ---- | ----------------- | ------ |
| 1    | Ophélie David     | 646    |
| 2    | Sasa Faric        | 447    |
| 3    | Méryll Boulangeat | 428    |
| 4    | Hedda Berntsen    | 409    |
| 5    | Noriko Fukushima  | 310    |

| Rang | Nom             | Pays     | Points |
| ---- | --------------- | -------- | ------ |
| 1    | Matthew Hayward | Canada   | 229    |
| 2    | Kalle Leinonen  | Finlande | 196    |
| 3    | Mike Riddle     | Canada   | 170    |
| 4    | Justin Dorey    | Canada   | 160    |
| 5    | Xavier Bertoni  | France   | 137    |

| Rang | Nom                 | Points |
| ---- | ------------------- | ------ |
| 1    | Sarah Burke         | 280    |
| 2    | Jennifer Hudak      | 260    |
| 3    | Rosalind Groenewoud | 160    |
| 4    | Davina Williams     | 139    |
| 5    | Marta Ahrenstedt    | 85     |

## Calendrier et podiums

### Hommes
| Date       | Lieu                    | Épreuve   | Vainqueur                 | Second             | Troisième                  |
| ---------- | ----------------------- | --------- | ------------------------- | ------------------ | -------------------------- |
| 13/12/2007 | Tignes                  | Bosses    | Pierre-Alexandre Rousseau | Tapio Luusua       | Alexandre Bilodeau         |
| 21/12/2007 | Linhuan Mountain        | Saut      | Steve Omischl             | Anton Kushnir      | Han Xiaopen                |
| 22/12/2007 | Linhuan Mountain        | Saut      | Dmitri Dashchinsky        | Han Xiaopen        | Steve Omischl              |
| 12/01/2008 | Les Contamines-Montjoie | Skicross  | Tomas Kraus               | Casey Puckett      | Stanley Hayer              |
| 13/01/2008 | Les Contamines-Montjoie | Halfpipe  | Matthew Hayward           | Kevin Rolland      | Justin Dorey               |
| 16/01/2008 | Flaine                  | Skicross  | Tomas Kraus               | Enak Gavaggio      | Richard Spalinger          |
| 18/01/2008 | Lake Placid             | Bosses    | Warren Tanner             | Dale Begg-Smith    | Patrick Deneen             |
| 19/01/2008 | Lake Placid             | Saut      | Steve Omischl             | Anton Kushnir      | Han Xiaopen                |
| 20/01/2008 | Lake Placid             | Bosses    | Dale Begg-Smith           | Alexandre Bilodeau | Patrick Deneen             |
| 20/01/2008 | Kreischberg             | Skicross  | Tomas Kraus               | Michael Schmid     | Alois Mani                 |
| 26/01/2008 | Mont Gabriel            | Bosses    | Guilbaut Colas            | Ruslan Sharifullin | Vincent Marquis            |
| 27/01/2008 | Mont Gabriel            | Saut      | Steve Omischl             | Anton Kushnir      | Dmitri Dashchinsky         |
| 01/02/2008 | Deer Valley             | Saut      | Stanislav Kravchuk        | Vladimir Lebedev   | Renato Ulrich              |
| 02/02/2008 | Deer Valley             | Bosses p. | Vincent Marquis           | Landon Gardner     | Alexandre Bilodeau         |
| 02/02/2008 | Deer Valley             | Skicross  | Davey Barr                | Casey Puckett      | Michael Schmid             |
| 09/02/2008 | Cypress Mountain        | Bosses    | Épreuve annulée           | Épreuve annulée    | Épreuve annulée            |
| 10/02/2008 | Cypress Mountain        | Saut      | Steve Omischl             | Dmitri Dashchinsky | Warren Shouldice           |
| 15/02/2008 | Inawashiro              | Halfpipe  | Matthew Hayward           | Kalle Leinonen     | Mike Riddle                |
| 16/02/2008 | Inawashiro              | Bosses    | Dale Begg-Smith           | Osamu Ueno         | David Babic Guilbaut Colas |
| 17/02/2008 | Inawashiro              | Saut      | Anton Kushnir             | Steve Omischl      | Ryan St. Onge              |
| 22/02/2008 | Sierra Nevada           | Skicross  | Tomas Kraus               | Stanley Hayer      | Andreas Steffen            |
| 28/02/2008 | Špičák                  | Skicross  | Épreuve annulée           | Épreuve annulée    | Épreuve annulée            |
| 01/03/2008 | Mariánské Lázně         | Bosses p. | Guilbaut Colas            | Nathan Roberts     | Alexandre Bilodeau         |
| 01/03/2008 | Moscou                  | Saut      | Steve Omischl             | Stanislav Kravchuk | Nicolas Thépaut            |
| 06/03/2008 | Grindewald              | Skicross  | Lars Lewen                | Davey Barr         | Stanley Hayer              |
| 07/03/2008 | Davos                   | Saut      | Steve Omischl             | Warren Shouldice   | Dmitri Dashchinsky         |
| 07/03/2008 | Åre                     | Bosses    | Dale Begg-Smith           | Nathan Roberts     | Dmitriy Reiherd            |
| 08/03/2008 | Åre                     | Bosses p. | Dmitriy Reiherd           | Dale Begg-Smith    | Vincent Marquis            |
| 09/03/2008 | Hasliberg               | Skicross  | Lars Lewen                | Stanley Hayer      | Tomas Kraus                |
| 12/03/2008 | Valmalenco              | Half-pipe | Mike Riddle               | Kalle Leinonen     | Xavier Bertoni             |
| 15/03/2008 | Valmalenco              | Bosses    | David Babic               | Vincent Marquis    | Patrick Deneen             |
| 16/03/2008 | Valmalenco              | Skicross  | Lars Lewen                | Andreas Steffen    | Andreas Matt               |

### Femmes
| Date       | Lieu                    | Épreuve   | Vainqueur            | Second               | Troisième           |
| ---------- | ----------------------- | --------- | -------------------- | -------------------- | ------------------- |
| 13/12/2007 | Tignes                  | Bosses    | Margarita Marbler    | Aiko Uemura          | Kristi Richards     |
| 21/12/2007 | Linhuan Mountain        | Saut      | Jacqui Cooper        | Lydia Lassila        | Guo Xinxin          |
| 22/12/2007 | Linhuan Mountain        | Saut      | Jacqui Cooper        | Li Nina              | Cheng Shuang        |
| 12/01/2008 | Les Contamines-Montjoie | Skicross  | Ophélie David        | Hedda Berntsen       | Méryll Boulangeat   |
| 13/01/2008 | Les Contamines-Montjoie | Halfpipe  | Sarah Burke          | Jennifer Hudak       | Mirjam Jaeger       |
| 16/01/2008 | Flaine                  | Skicross  | Méryll Boulangeat    | Jenny Owens          | Noriko Fukushima    |
| 18/01/2008 | Lake Placid             | Bosses    | Emiko Torito         | Deborah Scanzio      | Kayla Snyderman     |
| 19/01/2008 | Lake Placid             | Saut      | Jacqui Cooper        | Guo Xinxin           | Evelyne Leu         |
| 20/01/2008 | Lake Placid             | Bosses    | Michelle Roark       | Ekaterina Stolyarova | Nikola Sudova       |
| 20/01/2008 | Kreischberg             | Skicross  | Ophélie David        | Karin Huttary        | Jenny Owens         |
| 26/01/2008 | Mont Gabriel            | Bosses    | Ekaterina Stolyarova | Deborah Scanzio      | Michelle Roark      |
| 27/01/2008 | Mont Gabriel            | Saut      | Alla Tsuper          | Nina Li              | Lydia Lassila       |
| 01/02/2008 | Deer Valley             | Saut      | Li Nina              | Jacqui Cooper        | Shuang Cheng        |
| 02/02/2008 | Deer Valley             | Bosses p. | Shelly Robertson     | Margarita Marbler    | Kristi Richards     |
| 02/02/2008 | Deer Valley             | Skicross  | Ophélie David        | Saša Farič           | Émilie Serain       |
| 09/02/2008 | Cypress Mountain        | Bosses    | Épreuve annulée      | Épreuve annulée      | Épreuve annulée     |
| 10/02/2008 | Cypress Mountain        | Saut      | Jacqui Cooper        | Lydia Lassila        | Dai Shuangfei       |
| 15/02/2008 | Inawashiro              | Halfpipe  | Sarah Burke          | Jennifer Hudak       | Davina Williams     |
| 16/02/2008 | Inawashiro              | Bosses    | Aiko Uemura          | Nikola Sudova        | Emiko Torito        |
| 17/02/2008 | Inawashiro              | Saut      | Jacqui Cooper        | Alla Tsuper          | Li Nina             |
| 22/02/2008 | Sierra Nevada           | Skicross  | Ophélie David        | Hedda Berntsen       | Katrin Ofner        |
| 28/02/2008 | Špičák                  | Skicross  | Épreuve annulée      | Épreuve annulée      | Épreuve annulée     |
| 01/03/2008 | Mariánské Lázně         | Bosses p. | Aiko Uemura          | Sylvia Kerfoot       | Emiko Torito        |
| 01/03/2008 | Moscou                  | Saut      | Elizabeth Gardner    | Deidra Dionne        | Zhang Xin           |
| 06/03/2008 | Grindewald              | Skicross  | Sasa Faric           | Emilie Serain        | Méryll Boulangeat   |
| 07/03/2008 | Davos                   | Saut      | Evelyne Leu          | Lydia Lassila        | Alla Tsuper         |
| 07/03/2008 | Åre                     | Bosses    | Aiko Uemura          | Kristi Richards      | Emiko Torito        |
| 08/03/2008 | Åre                     | Bosses p. | Aiko Uemura          | Nikola Sudova        | Kayla Snyderman     |
| 09/03/2008 | Hasliberg               | Skicross  | Ophélie David        | Sasa Faric           | Gro Kvinlog         |
| 12/03/2008 | Valmalenco              | Half-pipe | Jennifer Hudak       | Sarah Burke          | Rosalind Groenewoud |
| 15/03/2008 | Valmalenco              | Bosses    | Aiko Uemura          | Margarita Marbler    | Nikola Sudova       |
| 16/03/2008 | Valmalenco              | Skicross  | Ophélie David        | Hedda Berntsen       | Méryll Boulangeat   |

 Bosses p. = bosses parallèles 